# Henric Öller
Anton Henric Öller, född 22 juli 1816 i Strängnäs, död 17 december 1889 i Stockholm, var en svensk telegrafdirektör och uppfinnare.
Henric Öller var son till Ulric Öller och Hedvig Charlotta Kjellman. Efter examen vid Stockholms gymnasium 1833 var han handelsbokhållare i Stockholm till 1842, då han anlade en sidenfabrik där, varefter han från 1846 försökte silkesmaskodling. Genom bekantskap med major Anton Ludvig Fahnehjelm kom Öller i kontakt med de kretsar, som verkade för elektriska telegrafens införande i Sverige. I samråd med Fahnehjelm och Erik Edlund började Öller sin experimentverksamhet på detta område, och när första telegraflinjen Stockholm-Uppsala skulle utföras 1853, uppdrogs åt Öller att ordna stationen i Uppsala, där han blev chef samt mottog elever, bland annat uppfinnaren Carl Alfred Nyström. 1854 inredde han huvudstationen i Örebro samt i Vänersborg, där han stannade som inspektor till 1855, då han blev telegrafdirektör i Stockholm. 1857 grundade han en verkstad för tillverkning och reparation av telegrafapparater med mera i första hand för telegrafverket men senare även för Statens Järnvägar och flertalet enskilda järnvägar, vilken verkstad var den första i sitt slag i Sverige. Där fortsatte Öller sina försök med så gott resultat, att Svenska telegrafverket kunde hålla jämna steg med och i vissa fall till och med stå före utlandet, där hans konstruktioner väckte uppmärksamhet. Verkstaden var av sådan vikt för telegrafverket, att statsunderstöd en tid utverkades, och då Öller 1866 lämnade sin tjänst, erhölls ett årligt anslag. Redan 1865 utställde Öller symaskiner av eget fabrikat, och 1877 gjorde han och hans konkurrerande forne medarbetare Lars Magnus Ericsson de första Belltelefonerna i Sverige. Men tillverkningen av telefoner blev hos Öller obetydlig, och 1886 började han avveckla sin rörelse.